# Carmine Infantino
Carmine Infantino (Brooklyn, Nova York, 24 de maio de 1925 — 4 de abril de 2013) foi um artista e editor de banda desenhada, que teve papel primordial na Era de Prata dos Quadrinhos, desenhando o personagem Flash.

## Carreira
Quadrinista e editor norte-americano, principalmente para a DC Comics, durante o final dos anos 1950 e início dos anos 1960, período conhecido como a Era de Prata dos Quadrinhos. Entre suas criações de personagens estão o Black Canary e a versão da Silver Age version do super-herói da DC The Flash com o escritor Robert Kanigher, o alongamento Elongated Man com John Broome, Barbara Gordon a segunda Batgirl com o escritor Gardner Fox, Deadman com o escritor Arnold Drake e Christopher Chance, a segunda iteração do Human Target com Len Wein.

## Publicações

### DC Comics
- Action Comics (Human Target) #419 (1972); (Superman, Nightwing, Green Lantern, Deadman) #642 (1989)
- Adventure Comics (Black Canary) #399 (1970); (Dial H for Hero) #479–485, 487–490 (1981–1982)
- Adventures of Rex, the Wonder Dog (Detective Chimp) #1–4, 6, 13, 15–46 (1952–1959)
- Batman 208, 234–235, 255, 261–262 (1969–1975)
- Best of DC (Teen Titans) #18 (1981)
- The Brave and the Bold #67, 72, 172, 183, 190, 194 (1966–1983)
- Danger Trail (miniseries) #1–4 (1993)
- DC Challenge #3 (1986)
- DC Comics Presents (Superman and the Flash) #73 (1984)
- DC Comics Presents: Batman (Julius Schwartz tribute issue) (2004)
- Detective Comics (Boy Commandos): #144–148; (Batman): #327, 329, 331, 333, 335, 337, 339, 341, 343, 345, 347, 349, 351, 353, 355, 357, 359, 361, 363, 366–367, 369; (Elongated Man): #327–330, 332–342, 344–358, 362–363, 366–367, 500 (1964–1967, 1981)
- The Flash #105–174 (1959–1967), #296–350 (1981–1985)
- Green Lantern, vol. 2, #53 (1967); (Adam Strange): #137, 145–147; (Green Lantern Corps) #151–153 (1981–1982)
- House of Mystery #294, 296 (1981)
- Justice League of America #200, 206 (1982)
- Legion of Super-Heroes (Dial "H" for Hero preview) #272; (backup story) #289 (1981–1982)
- Mystery in Space (Knights of the Galaxy) #1–8 (1951–1952); (Adam Strange) #53–84 (1959–1963); #117 (1981)
- Phantom Stranger #1–3, 5–6 (1952–1953)
- Red Tornado, miniseries, #1–4 (1985)
- Secret Origins (Adam Strange) #17–19; (Gorilla Grodd) #40; (Space Museum) #50; (The Flash) Annual #2 (1987–1990)
- Showcase (Flash) #4, 8, 13–14 (1956–1958)
- Strange Adventures (Deadman) #205 (1967)
- Supergirl, vol. 2, #1–20, 22–23 (1982–1984)
- Superman (Supergirl) #376; (Superman) #404 (1982–1985)
- Superman meets the Quik Bunny (1987)
- Super Powers, miniseries, #1–4 (1986)
- Teen Titans #27, 30 (1970)
- Tales of the Teen Titans #49 (1984)
- V #1–3, 6–16 (1985–1986)
- World's Finest Comics (Hawkman) #276, 282 (1982)

### Marvel Comics
- Avengers #178, 197, 203, 244 (1978–1984)
- Captain America #245 (1980)
- Daredevil #149–150, 152 (1977–1978)
- The Deep #1 (A Marvel Movie Special) (1977)
- Defenders #55–56 (1978)
- Ghost Rider #43–44 (1980)
- Howard the Duck #21, 28 (1978)
- The Incredible Hulk #244 (1980)
- Iron Man #108–109, 122, 158 (1978–1982)
- Marvel Fanfare (Doctor Strange) #8; (Shanna, the She-Devil) #56 (1991)
- Marvel Preview (Star-Lord) #14–15 (1978)
- Marvel Team-Up #92–93, 97, 105 (1980–1981)
- Ms. Marvel #14, 19 (1978)
- Nova #15–20, 22–25 (1977–1979)
- Savage Sword of Conan #34 (1978)
- Spider-Woman #1–19 (1978–1979)
- Star Wars #11–15, 18–37, 45–48, Annual #2 (full art); #53–54 (with Walt Simonson) (1978–1982)
- Super-Villain Team-Up #16 (May 1979)
- What If (Nova) #15; (Ghost Rider, Spider-Woman, Captain Marvel) #17 (1979)

### Warren Publishing
- Creepy #83–90, 93, 98 (1976–1978)
- Eerie #77, 79–84 (1976–1977)
- Vampirella (backup stories) #57–60 (1977)